# Hemichromis elongatus
Hemichromis elongatus – gatunek słodkowodnej ryby z rodziny pielęgnicowatych (Cichlidae). Hodowana w akwariach. W Polsce niekiedy spotykana w handlu pod nazwą czerwieniak wydłużony.

## Występowanie
Afryka zachodnia i południowa. Zamieszkuje rzeki, jeziora i stawy, na terenach nadmorskich spotykana również w wodzie słonawej. 

## Opis
Długość ok. 15 cm. Jedna z najbardziej agresywnych pielęgnic. Nietolerancyjna zarówno w stosunku do przedstawicieli własnego gatunku, jak i innych. Zalecana hodowla w dobranych parach w zbiorniku jednogatunkowym, choć można je trzymać również w towarzystwie innych dużych, agresywnych pielęgnic.   

## Warunki w akwarium
| Zalecane warunki w akwarium | Zalecane warunki w akwarium                         |
| --------------------------- | --------------------------------------------------- |
| Zbiornik                    | duży, powyżej 120 cm długości, z wieloma kryjówkami |
| Temperatura wody            | 22 – 28 °C                                          |
| Twardość wody               | 5 – 15°n                                            |
| Skala pH                    | 7,0                                                 |
| Pokarm                      | żywy, płatkowany, mrożony                           |